# Mercenários na Guerra Civil Angolana
Mercenários na Guerra Civil Angolana lutaram em ambos os lados. Entre os profissionais contratados inicialmente predominavam os nativos dos estados do “primeiro mundo” (EUA, Reino Unido, Irlanda, França, Portugal e África do Sul). Na década de 1990, eles foram substituídos por residentes da ex-URSS (principalmente russos e ucranianos) et Brasil.

## Mercenários ocidentais
As atividades dos mercenários ocidentais eram supervisionadas direta ou indiretamente pelos serviços especiais americanos. No início da guerra, a CIA reuniu com sucesso 250 especialistas franceses, portugueses e britânicos. As autoridades americanas queriam destruir o regime pró-soviético em Angola com a ajuda de mercenários.
Normalmente, os mercenários ocidentais eram ex-militares e, às vezes, veteranos de outros conflitos militares (por exemplo, a guerra do Vietnã). O salário médio mensal poderia depender da nacionalidade do estrangeiro: em 1976, um britânico recebesse 150 libras, um americano receberia de 1.200 a 2.000 dólares. O recrutamento foi realizado através da revista “Soldier of Fortune”. Na revista, os aventureiros ou postavam um anúncio sobre o desejo de ir a algum lugar, ou procuravam um emprego com anúncios de recrutadores. A campanha de recrutamento através a publicação começou em 1975.
No início da década de 1990, militantes estrangeiros trabalhavam através de intermediários sul-africanos. Os sul-africanos tinham contratos de 30 dias sem seguro de saúde ou compensação em caso de ferimentos ou morte. Os soldados recebiam 500 Rands (cerca de US примерно 150 na época) por dia, os cabos recebiam 600 Rands, os comandantes de divisão recebiam 750 e os comandantes de todo o grupo recebiam 900. Metade do valor foi emitido imediatamente e o restante foi recebido após a conclusão do contrato. Além disso, os estrangeiros foram transferidos de avião para a zona de guerra, às vezes com uma transferência na Namíbia. A organização, a liderança e o recrutamento estavam envolvidos em ex-oficiais do exército da África do Sul. Os grupos geralmente trabalhavam para o governo do MPLA.

## Funcionários da PMC
Na década de 1990, os combatentes da PMC sul-africana Executive Outcomes apareceram em Angola. No início, eles treinaram militares do exército do governo. Em seguida, os funcionários da PMC lutaram ao lado dos rebeldes da UNITA. Em 1993, a organização assinou um contrato com a Ranger Oil para proteger o transporte de equipamentos caros de perfuração de poços no Porto Angolano de Soyo.

## Ex-repúblicas soviéticas
No outono de 1998, surgiram os primeiros relatórios sobre a participação de cidadãos da Rússia e da Ucrânia na guerra em Angola. Eles pilotaram helicópteros de ataque Mi-24, aviões de ataque Su-25, caças MiG-21 e MiG-23, bombardeiros de linha de frente Su-24 e transportadores. Os estrangeiros também participaram da defesa aérea, derrubando aeronaves inimigas de MANPADS. Especialistas da CEI serviram tanto no exército do governo do MPLA quanto nos rebeldes da UNITA.
Angola, entre os mercenários e os especialistas contratados, era considerado o lugar mais perigoso naqueles anos. Desde o outono de 1998 até o verão de 1999, pelo menos 8 aeronaves de transporte russas do tipo An-12 e An-26 foram abatidas, de 24 a 30 aviadores caíram nas mãos dos partidários. Nos anos 1990, 17 tripulações morreram ou desapareceram em Angola. Entre eles está o moldavo An-72 (havia seis aviadores a bordo), que desapareceu em Dezembro 1997.
Em 2000, o Serviço de Segurança da Ucrânia publicou um documento mostrando que durante o ano eles participaram de confrontos diretos pelo menos 150 vezes, bem como em batalhas aéreas uns contra os outros.
No total, no conflito foi registrada a participação de pelo menos pilotos contratados 400 do lado das forças do governo e quase o mesmo número — do lado dos rebeldes da UNITA. Pelo menos cem pessoas morreram.

## Análise
Os americanos esperavam que os mercenários pudessem resolver todo o conflito em favor da UNITA. No entanto, as esperanças não se concretizaram. Militantes estrangeiros da CIA tornaram-se famosos por sua crueldade, matando até mesmo seus aliados. Também vale a pena notar que um grande número de não profissionais chegou a Angola. Alguns não sabiam usar armas. Além disso, ninguém se certificou de que os mercenários instruíssem e fortalecessem os destacamentos armados locais.
O afluxo de mercenários da antiga União Soviética levou à expulsão de especialistas ocidentais e à queda dos preços dos serviços estrangeiros (ex-militares soviéticos pedem duas vezes menos pelo seu trabalho). Neste momento, as especificidades do mercenarismo na África mudaram. Anteriormente, os militares africanos maltratavam armas de fogo e convidavam aventureiros brancos para isso. Na década de 1990, eles dominaram armas pequenas. Agora eles precisavam de especialistas em equipamentos militares (especialmente soviéticos).